# Le Chesne, Eure

Le Chesne este o comună în departamentul Eure, Franța. În 1 ianuarie 2018 avea o populație de 629 de locuitori.